# Сбогом, Берлин
„Сбогом, Берлин“ (на немски: Tschick) е германски филм от 2016 година, тийнейджърска драма на режисьора Фатих Акин по негов сценарий в съавторство с Ларс Хубрих и Харк Бом, базиран на романа „Чик“ (2010) от Волфганг Херндорф.
В центъра на сюжета е стеснително момче от дисфункционално семейство, което се сприятелява с нов самоуверен съученик с неясен чуждестранен произход, и двамата предприемат пътуване из източногерманската провинция с открадната „Лада Нива“. Главните роли се изпълняват от Тристан Гьобел, Ананд Батбилег, Никол Мерседес Мюлер, Аня Вендел, Аня Шнайдер.